# Lewan Dumbadze
Lewan Samsonowicz Dumbadze, ros. Леван Самсонович Думбадзе (ur. 9 kwietnia 1897 r., zm. prawdopodobnie w grudniu 1947 r. w Monachium) – rosyjski wojskowy (pułkownik), emigracyjny bojownik antykomunistyczny, wojskowy Rosyjskiego Korpusu Ochronnego podczas II wojny światowej.
Ukończył syberyjski korpus kadetów, zaś w 1915 r. konstantynowską szkołę artyleryjską. Brał udział w I wojnie światowej. Służył w 26 Brygadzie Artylerii. Doszedł do stopnia sztabskapitana. W 1918 r. wstąpił do nowo formowanych wojsk Białych gen. Antona I. Denikina. Służył w 3 Samodzielnym Dywizjonie Artylerii. Na początku 1919 r. wstąpił do wojsk Białych gen. Antona I. Denikina. Od kwietnia tego roku w stopniu kapitana dowodził baterią artylerii w 3 Dywizji Piechoty. Następnie był dowódcą baterii artylerii w Drozdowskiej Brygadzie Artylerii. W połowie listopada tego roku został dowódcą 1 Baterii Artylerii Samodzielnego Dywizjonu Artylerii w 1 Samodzielnej Brygadzie Piechoty. W 1920 r. w stopniu pułkownika dowodził 2 Baterią Artylerii w Aleksiejewskiej Brygadzie Artylerii, a następnie 11 Baterią Dywizji Aleksiejewskiej. W listopadzie tego roku wraz z wojskami Białych został ewakuowany z Krymu do Gallipoli. Na emigracji zamieszkał w Królestwie SHS. Był członkiem organizacji bojowej gen. Aleksandra P. Kutiepowa. Kilkakrotnie przerzucano go w celach dywersyjno-wywiadowczych do ZSRR. Następnie działał w Stowarzyszeniu Oficerów – Artylerzystów. Po zajęciu Jugosławii przez wojska niemieckie w kwietniu 1941 r., wstąpił do nowo formowanego Rosyjskiego Korpusu Ochronnego. Od 1942 r. służył w służbie łączności. Po zakończeniu wojny zamieszkał w Monachium, gdzie prawdopodobnie przez agenta sowieckiego został zabity w grudniu 1947 r.